# 花供養
花供養（はなくよう）
1. 釈迦生誕を祭る花祭りの別名[1]。花供養会（はなくようえ）と称するところもある[2]。
2. 花卉園芸、すなわち花や花の苗などを出荷する業者が、生業の元となる花を供養すること。その名目のお祭り。寺院などに多く咲く花を愛でるお祭りのこと。たとえば、岡山県の業界では2011年に第39回の行事を行った[3]。杉並区の業界では、花供養の日をフラワー感謝デーという行事とした[4]。
3. 花供養 (宝塚歌劇) - 宝塚歌劇の公演演目の一つ[5]。
4. 遺灰（遺骨）を微粉化し他の原料と混ぜて釉薬として焼成した一輪挿し陶器に花を活けることで供養とする葬送法のこと。本項で詳述。

花供養（はなくよう）とは、故人の遺灰を混ぜ他の原料と共に釉薬として焼成した一輪挿し陶器に花を活けることで供養とする葬送法のこと。仏壇のように大きくて固定されたものと違い、小さな一輪挿し陶器であるため、何処へでも持ち運び可能であることが特徴である。